# Thora Schwartz-Nielsen
Thora Schwartz-Nielsen, (født 19. juli 1854 i København, død 14. maj 1894 samme sted) var en dansk skuespiller, aktiv 1871–1890.
Hun debuterede den 22. September 1871 på Casino som Batli i "Fandens Overmand". Hun vandt ved sit pikante ydre, sin friske sangstemme, sit på én gang kokette og lystige foredrag og sit djærve, ægte københavnske humør hurtig en fremskudt plads, særlig i operette og farce. I 1877 giftede hun sig med tidligere bagermester og teaterleder på Casino Carl Nielsen.